# Enver Panka
Enver Panka, artiestennaam ENVR (Paramaribo, 23 juli 1985), is een Surinaams zanger, rapper, songwriter en muziekproducent. Hij werkt solo en samen met andere artiesten.

## Biografie

### Jeugdjaren
Enver Panka werd op zijn negende, samen met zijn broertje, ingeschreven bij NAKS. Door de jaren heen is hij actief gebleven voor verschillende onderdelen, zoals NAKS Ala Firi, Kwanzaa, Kawina & Dron, Kaseko/Kawina Loco en Wan Rutu. Van beroep is hij bandweerman. In 2000 begon hij op initiatief van een vriend met zijn rapcarrière en in 2002 maakte hij zijn eerste studio-opname, getiteld De Lyricale Assemblee.

### T.I.K. en politiek engagement
Vanaf 2005 werkte hij samen met de rapformatie T.I.K. (The Illest Killaz), waarmee hij werk uitbracht als GeT.I.K.t en Dit is wie we zijn. In 2009 lanceerde T.I.K. de videoclip Zoveel jaren Front met wat er in hun ogen niet deugde tijdens de regering onder Nieuw Front. Ze verkochten het lied hierna aan de NDP die het inzette als strijdlied. Kort voor de verkiezingen van 2010 lanceerde T.I.K. opnieuw een videoclip met scherpe teksten tegen Nieuw Front.
Hij, Milaisa Breeveld en Garry Payton schreven in 2013 het promotielied voor de verkiezingen van het Nationaal Jeugdparlement. Nadat het Dagblad Suriname een haattekst van Panka op Facebook tegen Nederland en Nederlanders van eind 2015 integraal overnam, spande hij een rechtszaak aan die hij verloor.
Begin 2019 plaatste hij op Facebook een post waarin hij zich tegen de situatie in Suriname onder de NDP-regering keerde. "Ik wil dit land echt uit nu… Hier heeft geen moer meer te bieden behalve ellende en onderdrukking," aldus Panka. Zijn post werd beantwoord met bijval en veel likes, maar kwam hem ook op kritiek te staan. In een ingezonden stuk beschuldigde de NDP hem van landverraad.

### Verdere carrière
Hij werkt geregeld samen met andere artiesten, onder wie The Mighty Youth (Bomikii), Lil Cash, CFresh, Da P.I.T., Fenomeen, The Lovers en Lord Fenda. Ook maakte hij deel uit van The Suri All StarZz en was hij trekker van Juizt Records. Enkele dagen na het overlijden van Werner Duttenhofer in 2013, brachten hij, Kenny B en Asgar Koster een lied uit als ode aan de radiomaker.
Daarnaast is hij actief in andere rollen, zoals als jurylid en presentator tijdens talentenjachten als Got Talent en shows als Fosten Kawina Neti. Daarnaast had hij enkele kleine acteerrollen, zoals in de videoclip Harvey (2014) van Scrappy W, en de films Lobi singi (2015) en Welles II (2019).
In 2017 bracht hij met de toen elfjarige Matai Zamuel een versie uit van het Earth Hour-lied, een initiatief van het WWF en UNICEF om aandacht voor de aarde te vragen. In 2019 werkte hij hier ook aan mee. Verder is hij te horen tijdens tal van evenementen, variërend van de Fête de la musique, tot de Su Beat-competitie en in 2020 het tribuutconcert voor Sisa Agi. Uit dank voor zijn ouders bracht hij in 2019 de nummers Warderi yu mama en Tangi papa uit tijdens Moederdag en Vaderdag. Rond het begin van 2020 wijzigde hij zijn artiestennaam naar ENVR.
In juni 2020 lanceerde hij de single Krasi en bijgaand een erotische videoclip. Het nummer maakt deel uit van de ep 21+ met seksverhalen als centrale thema. Wanneer Surinaamse artiesten hiermee komen zouden ze kritisch worden benaderd, zoals Tekisha Abel met Lolobal in 2021, wat volgens hem hypocriet is omdat velen bij buitenlandse artiesten zouden meezingen.
In april 2020, aan het begin van de coronacrisis in Suriname, bracht hij zijn single Lockdown uit. Hij nam de videoclip in zijn auto op om jongeren te stimuleren om hun leven tijdens de pandemie op een veilige manier voort te zetten. Hij gebruikt de coronaperiode daarnaast om zich verder bij te scholen in de muziek. Daarnaast werkt hij aan projecten voor zijn band OG Sensation, NAKS Wan Rutu en Loboto Kriyoro. Samen met Tjatjie schreef en zong hij het lied Drama dat zij in mei 2021 lanceerden.